# Kai Asakura
Kai Asakura (朝倉 海, Asakura Kai; Toyohashi, 31 de octubre de 1993) es un artista marcial mixto japonés que actualmente compite en la categoría de peso mosca de Ultimate Fighting Championship (UFC). Anteriormente compitió en Rizin Fighting Federation, donde fue el campeón de peso gallo.

## Primeros años
En la escuela primaria, Kai entrenó karate y sumo, además de pasar tres años entrenando voleibol. Kai y su hermano, Mikuru, pasaron gran parte de su infancia involucrados en numerosas peleas callejeras. Los hermanos también solían pelear entre ellos, a lo que Kai atribuye su dureza como artista marcial mixto profesional. Cuando estaban entrando en la adolescencia, por sugerencia de un terapeuta, su madre los inscribió en clases de boxeo.
Mientras era estudiante de tercer año en la Escuela Secundaria Técnica Toyohashi de la Prefectura de Aichi, su hermano lo llevó al Dojo Zen Dokai Toyohashi, que fue la primera introducción de Kai a las artes marciales mixtas. Fue por insistencia y estímulo de su hermano, Mikuru, que se interesó en la lucha.

## Carrera de artes marciales mixtas

### Ultimate Fighting Championship
El 8 de junio de 2024, se anunció que Asakura firmó con UFC.
Para su debut promocional, Asakura está programado para competir por el Campeonato de peso mosca de UFC contra Alexandre Pantoja el 7 de diciembre de 2024 en UFC 310.

## Campeonatos y logros
- Rizin Fighting Federation
  - Campeonato de peso gallo de Rizin (dos veces)
  - Subcampeón del Gran Premio de Peso Gallo Rizin 2021

## Récord en artes marciales mixtas
| Récord profesional | Récord profesional | Récord profesional |
| 25 peleas          | 21 victorias       | 5 derrotas         |
| ------------------ | ------------------ | ------------------ |
| Nocaut             | 13                 | 3                  |
| Sumisión           | 3                  | 1                  |
| Decisión           | 5                  | 1                  |

| Resultado | Récord | Oponente              | Método                       | Evento                               | Fecha                    | Ronda | Tiempo | Localización      | Notas                                         |
| --------- | ------ | --------------------- | ---------------------------- | ------------------------------------ | ------------------------ | ----- | ------ | ----------------- | --------------------------------------------- |
| Derrota   | 21–5   | Alexandre Pantoja     | Sumisión (rear-naked choke)  | UFC 310                              | 7 de diciembre de 2024   | 2     | 2:05   | Las Vegas, Nevada | Por el Campeonato de Peso Mosca de UFC.       |
| Victoria  | 21–4   | Juan Archuleta        | TKO (rodillazo)              | RIZIN 45                             | 31 de diciembre de 2023  | 2     | 3:20   | Saitama           | Gana el título de Peso Supergallo RFF         |
| Victoria  | 20–4   | Yuki Motoya           | TKO (rodillazo)              | RIZIN 42                             | 6 de mayo de 2023        | 3     | 2:25   | Tokio             |                                               |
| Derrota   | 19–4   | Hiromasa Ougikubo     | Decisión (unánime)           | RIZIN 33                             | 30 de diciembre de 2021  | 3     | 5:00   | Saitama           |                                               |
| Victoria  | 19–3   | Kenta Takizawa        | Decisión (unánime)           | RIZIN 33                             | 30 de diciembre de 2021  | 3     | 5:00   | Saitama           |                                               |
| Victoria  | 18–3   | Alan Yoshiro Yamaniha | Decisión (unánime)           | RIZIN 30                             | 19 de septiembre de 2021 | 3     | 5:00   | Saitama           |                                               |
| Victoria  | 17–3   | Shooto Watanabe       | TKO (golpes)                 | RIZIN 28                             | 13 de junio de 2021      | 1     | 3:22   | Tokio             |                                               |
| Derrota   | 16–3   | Kyoji Horiguchi       | KO / TKO                     | RIZIN 26                             | 31 de diciembre de 2020  | 1     | 2:48   | Saitama           | Pierde el título de Peso Supergallo RFF       |
| Victoria  | 16–2   | Shoji Maruyama        | TKO (puñetazo y soccer kick) | RIZIN 24                             | 27 de septiembre de 2020 | 1     | 2:37   | Saitama           |                                               |
| Victoria  | 15–2   | Hiromasa Ougikubo     | TKO (soccer kick)            | RIZIN 23                             | 10 de agosto de 2020     | 1     | 4:31   | Yokohama          | Gana el título vacante de Peso Supergallo RFF |
| Derrota   | 14–2   | Manel Kape            | TKO (golpes)                 | RIZIN 20                             | 31 de diciembre de 2019  | 2     | 0:38   | Saitama           |                                               |
| Victoria  | 14–1   | Ulka Sasaki           | TKO (broken jaw)             | RIZIN 19                             | 12 de octubre de 2019    | 1     | 0:54   | Osaka             |                                               |
| Victoria  | 13–1   | Kyoji Horiguchi       | TKO (puñetazo y golpes)      | RIZIN 18                             | 18 de agosto de 2019     | 1     | 1:08   | Nagoya            |                                               |
| Victoria  | 12–1   | Je Hoon Moon          | Decisión (unánime)           | RIZIN Heisei's Last Yarennoka!       | 30 de diciembre de 2018  | 3     | 5:00   | Tokio             |                                               |
| Victoria  | 11–1   | Topnoi Kiwram         | Decisión (unánime)           | RIZIN 13                             | 30 de septiembre de 2018 | 3     | 5:00   | Saitama           |                                               |
| Victoria  | 10–1   | Manel Kape            | Decisión (dividida)          | RIZIN 10                             | 6 de mayo de 2018        | 3     | 5:00   | Fukuoka           |                                               |
| Victoria  | 9–1    | Kizaemon Saiga        | TKO (rodillazo)              | RIZIN Fighting World Grand Prix 2017 | 29 de diciembre de 2017  | 2     | 2:39   | Saitama           |                                               |
| Derrota   | 8–1    | Je Hoon Moon          | TKO (golpes)                 | Road FC 39                           | 10 de junio de 2017      | 3     | 4:23   | Seoul             |                                               |
| Victoria  | 8–0    | Alatengheili          | KO (rodillazo)               | Road FC 37                           | 11 de marzo de 2017      | 1     | 0:29   | Seoul             |                                               |
| Victoria  | 7–0    | Yoichi Oi             | KO / TKO                     | The Outsider 42                      | 4 de septiembre de 2016  | 1     | 4:52   | Toyokawa          | Defensa del título RINGS 60 kg Championship   |
| Victoria  | 6–0    | Xiaoyang Liu          | Sumisión (rear-naked choke)  | Road FC 32                           | 2 de julio de 2016       | 1     | 1:53   | Changsa           |                                               |
| Victoria  | 5–0    | Jong Hyun Kwak        | KO / TKO                     | The Outsider 38                      | 13 de diciembre de 2015  | 1     | 4:04   | Tokio             |                                               |
| Victoria  | 4–0    | Jung Bin Choi         | Sumisión (D'arce choke)      | The Outsider 37                      | 6 de septiembre de 2015  | 1     | 2:21   | Numazu            |                                               |
| Victoria  | 3–0    | Keigo Takayama        | TKO (puñetazo)               | The Outsider 36                      | 19 de julio de 2015      | 1     | 0:40   | Tokio             |                                               |
| Victoria  | 2–0    | Satoru Date           | KO / TKO                     | The Outsider 35                      | 17 de mayo de 2015       | 2     | 3:36   | Tokio             |                                               |
| Victoria  | 1–0    | Tomoya Suzuki         | Sumisión (armbar)            | DEEP Cage Impact 2012                | 16 de septiembre de 2012 | 1     | 2:34   | Hamamatsu         |                                               |